# Едешко, Иван Иванович
Иван Иванович Едешко (бел. Іван Іванавіч Ядэшка; род. 25 марта 1945, Стецки, Гродненская область) — советский баскетболист. Заслуженный мастер спорта СССР (1972); кавалер ордена «Знак Почёта» (1972).

## Биография
Воспитанник гродненского баскетбола. Первый тренер — Яков Иосифович Фруман.
Окончил спортивно-педагогический факультет спортивных игр и единоборств Белорусского государственного университета физической культуры (1970).
Играл за баскетбольные клубы «Спартак» (Минск), РТИ (Минск), ЦСКА (Москва), СКА (Киев).
Вошёл в историю отечественного и мирового баскетбола, сделав «золотой пас» Александру Белову за три секунды до окончания финального матча со сборной США на Олимпиаде в Мюнхене (1972). Тогда в сложной и напряжённой концовке матча баскетболисты советской сборной три раза вводили мяч в игру из-за остановок и проблем с отсчётом времени и, в конце концов, вырвали победу у американцев с минимальным разрывом: 51:50.
Член КПСС с 1979 года. Тренер сборной СССР на ЧМ-82 (1-е место) и чемпионате Европы 1987 г. (2-е место).
Заслуженный тренер России, заслуженный тренер СССР.
Тренер мужской команды ЦСКА — чемпиона России 1992. В 1993 году работал главным тренером ливанского клуба «Спортинг», который стал чемпионом страны, а ведущими игроками клуба были самарец Виктор Кулагин и саратовец Сергей Щепоткин.
Главный тренер юниорской сборной России в 1998—1999 годах.
В 1999—2001 годах — главный тренер молодёжной сборной России.

## Достижения: звания, награды
- Олимпийский чемпион: 1972.
- Чемпион мира: 1974.
- Чемпион Европы: 1971, 1979.
- Серебряный призёр чемпионата мира: 1978.
- Серебряный призёр чемпионата Европы: 1975.
- Бронзовый призёр Олимпийских игр: 1976.
- Бронзовый призёр чемпионата Европы: 1973.
- Обладатель Межконтинентального кубка для сборных команд: 1975.
- Чемпион Универсиады: 1970.
- Серебряный призёр Универсиады: 1973.
- Обладатель Кубка европейских чемпионов ФИБА: 1970/1971.
- Финалист Кубка европейских чемпионов ФИБА: 1972/1973.
- Чемпион СССР: 1971, 1972, 1973, 1974, 1976, 1977, 1979, 1980.
- Серебряный призёр чемпионата СССР: 1975.
- Чемпион Спартакиады народов СССР: 1975, 1979.
- Заслуженный мастер спорта СССР (1972).
- Орден «Знак Почета» (СССР, 1972).
- Орден Почёта (Россия, 2006).
- Медаль «За трудовую доблесть» (СССР, 1982).

## Семья
Отец — Иван Александрович Едешко (1907—1997). Мать — Анна Викентьевна Едешко (1912—1988). Брат — Евстафий Едешко — работает на кафедре физической культуры в Гродненском государственном университете.
Супруга — Лариса Андреевна Едешко (род. 1946), окончила МГУ, работала преподавателем. Дочь — Наталия Ивановна Едешко (род. 1970), теннисистка, мастер спорта, работала в ЦСКА. Зять — Андрей Артемьевич Нечаев, (род. 1963), бывший президент баскетбольного клуба «Химки» (август 2012 — январь 2013). Внуки: Артем, Иван.

## Киновоплощение
В фильме 2017 года «Движение вверх», который посвящён победе команды СССР на Олимпийских играх 1972 года в Мюнхене, роль Ивана Едешко сыграл Кузьма Сапрыкин.